# Es por amor (canción de Alexandre Pires)
«Es por amor» ("É por amor" en su versión en portugués) es una canción pop del cantante y compositor brasileño Alexandre Pires, la cual fue escrita por Estéfano. Fue lanzada como el segundo sencillo en diciembre de 2001 por la discográfica BMG U.S. Latin para su álbum debut homónimo en la versión en español del disco y de igual forma como el sencillo principal oficial de la versión en portugués titulada É por Amor.      

## Rendimiento comercial
Este fue el primer sencillo del dicho disco (y del artista igualmente), el cual resultó un éxito comercial en México y países de Sudamérica, principalmente Chile y Brasil, en este último además se publicó como una versión traducida al portugués del mismo en su disco homónimo para ese país.

## Posicionamiento en listas
El sencillo ha conseguido llegar a la posición más alta de la tabla en varios países (principalmente de Latinoamérica).
| Top (2002)                  | Mejor posición |
| --------------------------- | -------------- |
| Brasil - Top 20 charts      | 11             |
| Chile - Top 40 Charts       | 13             |
| México Top 100Top 40 Charts | 71             |
| Perú - Top 100 Singles      | 30             |
| Suiza - Top 100 Singles     | 4              |